# Santa Luzia d'Oeste
Santa Luzia d'Oeste là một đô thị thuộc bang Rondônia, Brasil. Đô thị này có diện tích 1187,75 km², dân số năm 2007 là 9264 người, mật độ 7,8 người/km².